# Hesketh 308C
O 308C foi o modelo da Hesketh Racing da temporada de 1975 da F1. Foi guiado por James Hunt.